# Hao nan hao nu
Hao nan hao nu (好男好女, "homes bons, dones bones"), comercialitzada internacionalment com Good Men, Good Women és una pel·lícula japonesa-taiwanesa del 1995 dirigida per Hou Hsiao-hsien, protagonitzada per Annie Yi, Lim Giong i Jack Kao. És l'última entrega de la trilogia que va començar amb Beiqing chengshi (1989) i va continuar amb Xi meng ren sheng (1993). Com les seves predecessores, tracta els problemes complicats de la història taiwanesa i la identitat nacional.

## Trama
La pel·lícula descriu la història real de Chiang Bi-yu (Annie Yi). A la dècada de 1940, ella i el seu marit recent casat, Chung Hao-tung (Lim Giong), es dirigeixen a la Xina continental per unir-se a la resistència antijaponesa. Durant la guerra, es veu obligada a donar el seu nadó en adopció. Després de la guerra tornen a Taiwan, ja que Chung ha de distribuir un diari comunista anomenat La Il·lustració. Tanmateix, a mesura que la Guerra de Corea s'aprofundeix, el govern Kuomintang de Chiang Kai-shek intensifica el Terror Blanc i Chung és executat.
La pel·lícula consta de tres històries entremesclades i, repartides per tota la pel·lícula, hi ha interludis d'una actriu (també interpretada per Yi) que es prepara per al paper de Chiang Bi-yu i també s'enfronta al passat del seu xicot difunt.

## Repartiment
- Annie Yi - Liang Ching / Chiang Bi-yu 蔣碧玉
- Lim Giong - Chung Hao-tung 鍾浩東
- Jack Kao - Ah Wel
- Hsi Hsiang - Ah Hsi
- Lan Bo-chow 藍博洲 - Hsiao Dao-ying
- Lu Li-chin - Mrs. Hslao
- Tsai Chen-nan - Ah Nan
- Vicky Wei - Germana de Liang Ching

## Awards
Good Men, Good Women va guanyar el Premi Golden Horse al millor director (1995), i es va mostrar al 48è Festival Internacional de Cinema de Canes.